# Binkie Beaumont
Hugh Beaumont, detto Binkie (27 marzo 1908 – 22 marzo 1973), è stato un produttore teatrale e direttore teatrale britannico, soprannominato Eminenza grigia del teatro del West End.
Essendo stato uno dei direttori e produttori teatrali del West End più di successo durante la metà del XX secolo, secondo il regista Tyrone Guthrie aveva il potere di creare o distruggere qualsiasi carriera teatrale di Londra. La sua società, la H.M. Tennent Ltd., aveva i propri uffici all'ultimo piano del Globe Theatre, ora rinominato Gielgud Theatre.

## Origini
Il vero cognome ed il luogo di nascita di Beaumont non sono certi, sebbene sia convenzione considerare che sia nato a sud del Galles. Charlotte Mosley, editrice di Love from Nancy: The Letters of Nancy Mitford, lo nomina nel libro con il nome di "Hughes Griffiths Beaumont", tuttavia egli è stato sempre universalmente riconosciuto con il soprannome Binkie.

## Carriera
La sua longeva carriera ha avuto inizio a Cardiff, dove è stato Assistente Direttore del teatro cittadino. Successivamente ha acquisito esperienza al Barnes Theatre di Londra, mandato avanti a quell'epoca dal produttore Philip Ridgeway.
Successivamente entrò in società con H.M. Tennent, un precedente collega dell'epoca di Cardiff, in quanto i due avevano in comune l'insoddisfazione verso la qualità dell'offerta che li circondava. La loro prima produzione, messa in scena al Queen's Theatre nel 1936, fu un fallimento, sebbene non avrebbe influenzato poi il successo delle loro carriere. Nel 1941 H.M. Tennent morì d'infarto, lasciando il collega come unico Direttore Amministrativo in carica.
Con questo titolo, Beaumont diresse una notevole serie di successi. Il suo operato dominò i teatri del West End per quasi due decadi, e la sua compagnia di produzione negli anni '60 era la più grande e la più importante di Londra. Il successo del direttore, tuttavia, non derivò solamente da grandi capacità manageriali, ma anche da un infallibile occhio per le qualità artistiche. All'epoca della sua morte, il quotidiano The Times riportò che, una volta, aveva forzato l'eminente commediografo statunitense Thornton Wilder a riscrivere una sceneggiatura.
La compagnia era particolarmente specializzata nel produrre raffinate commedie con cast di eccezione. Inoltre, nonostante preferisse agire da dietro le quinte, Beaumont aveva amicizie tra i più grandi nomi che calcavano i palcoscenici di allora, tra cui John Gielgud, Noël Coward e Terence Rattigan.
Tuttavia, egli rappresentava un certo conservatorismo a teatro, e per questo motivo non accolse con molta approvazione l'arrivo degli Angry Young Men e della loro corrente, negli anni '50, neanche per quanto riguarda l'opera che è stata addotta come loro manifesto, Ricorda con rabbia di John Osborne, messa in scena per la prima volta l'8 maggio 1956 al Royal Court Theatre di Londra. Al giorno d'oggi, l'evento è considerato uno dei più salienti del teatro britannico del dopoguerra, ma all'epoca si dice che Binkie Beaumont se ne fosse andato dal teatro durante l'intervallo.
Beaumont è spesso associato al National Theatre, in quanto ne è stato uno dei membri fondatori nel 1963. Ha continuato a mandare avanti la propria compagnia di produzione fino alla morte, avvenuta all'età di 64 anni.
È stato descritto come "senza alcun dubbio omosessuale".